# George Otto Wirz
George Otto Wirz (* 17. Januar 1929 in Monroe, Wisconsin; † 23. November 2010 in Madison, Wisconsin) war ein US-amerikanischer Weihbischof.

## Leben
George Otto Wirz empfing am 31. Mai 1952 die Priesterweihe. Er war 1962 Begleiter von William Patrick O’Connor, dem Erzbischof von Madison, bei der Ersten Sitzungsperiode des Zweiten Vatikanischen Konzils. Wirz wurde 1963 Gründungsrektor des neu eröffneten Priesterseminars Holy Name Seminary in Madison.
1977 ernannte ihn Papst Paul VI. zum Titularbischof von Municipa und bestellte ihn zum Weihbischof im Bistum Madison. Am 9. März 1978 spendete ihm der Erzbischof von Madison, Cletus Francis O’Donnell, die Bischofsweihe; Mitkonsekratoren waren Jerome Joseph Hastrich, Bischof von Gallup in New Mexico, und Rembert Weakland OSB, Erzbischof von Milwaukee. Seinem altersbedingten Rücktrittsgesuch wurde durch Papst Johannes Paul II. am 10. Februar 2004 stattgegeben.